# Директива про промислові викиди
Директи́ва про промисло́ві ви́киди (інтегро́ваний підхі́д до запобіга́ння забру́дненню та його́ контро́лю) — нормативно-правовий акт Європейської Унії, який зобов'язує держави-члени контролювати та зменшувати вплив промислових викидів на довкілля. Директива має на меті зменшити викиди від промислового виробництва за допомогою інтегрованого підходу. Директива використовує принцип «забруднювач платить» для розподілу витрат на модернізацію заводу. План зниження викидів ґрунтується на найкращих доступних технологіях, що допомагають досягти цілей директиви. План передбачає гнучкість з урахуванням найкращих доступних технологій; підприємствам також можуть бути надані винятки з директиви, якщо витрати перевищують вигоди. Ця директива була змінена директивою № 2024/1785.
Метою Директиви є запобігання або, за неможливості, — зменшення забруднення від промислових об’єктів відповідно до принципу «забруднювач платить» та зі застосуванням комплексного розгляду та аналізу впливу підприємств на довкілля: на якість атмосферного повітря, поверхневих та підземних вод, ґрунтів (інтегрований дозвіл).
Директива вимагає впровадження великими промисловими підприємствами найкращих доступних технологій та методів керування (НДТМ) (англ. Best available techniques — BAT), проте допускає тимчасове відстрочення впровадження, за умови, якщо витрати на НДТМ перевищують екологічні переваги від застосування.    

## Обґрунтування
До схвалення директиви № 2010/75/ЄС 24 листопада 2010 року Європейська комісія впродовж двох років проводила консультації з усіма зацікавленими сторонами щодо того, яким чином можна покращити законодавство в сфері запобігання та контролю промислового забруднення. Додатково до основної цілі — удосконалення інструментів для  захисту довкілля та зменшення негативного впливу на здоров’я населення, — ЄС має на меті також зменшення адміністративного навантаження на бізнес та спрощення/систематизацію існуючого законодавства.
Директива про промислове забруднення замінила низку директив:
- Директива про відходи індустрії виробництва двоокису титану (78/176/ЄЕС);
- Директива про контроль і моніторинг стану довкілля, пов’язаний з виробництвом двоокису титану (82/883/ЄЕС);
- Директива про процедури гармонізації програм щодо зменшення та остаточної ліквідації забруднення, спричиненого відходами промисловості виробництва двоокису титану (92/112/ЄЕС);
- Директива про обмеження викидів летючих органічних сполук, що утворюються в результаті використання органічних розчинників у певних видах виробничої діяльності та на певних об’єктах (1999/13/ЄС);
- Директива про спалювання відходів (2000/76/ЄС);
- Директива про комплексне запобігання і контроль забруднення (2008/1/ЄС);
- Директива про скорочення викидів від великих спалювальних установок (2001/80/ЄС).

## Структура та основні положення
Директива про промислове забруднення складається з семи розділів. Перший розділ містить  загальні положення, а також визначення основних понять, що вживаються у наступних розділах Директиви. Розділи з другого по шостий присвячені опису вимог до інтегрованого запобігання та контролю забруднення як наслідок діяльності промислових підприємств, а саме до вимог інтегрованого дозволу, дозволу в рамках Норм загальної дії та до дерегуляції для малих підприємств, що чинять незначний вплив на довкілля.
Окремо виділені спеціальні положення для спалювальних установок (Глава III), установок для спалювання відходів та установок спільного спалювання відходів (Глава IV), установок і видів діяльності, в рамках яких використовуються органічні розчинники (Глава V), а також установок, що виробляють двоокис титану (Глава VI).
Окрім основної частини, до складу Директиви входять десять додатків з детальною інформацією про механізми та особливості імплементації Директиви, зокрема, перелік забруднюючих речовин та видів діяльності, на які поширюється сфера застосування Директиви, забезпечення участі громадськості у прийнятті рішень тощо.

## Дозвільна система
Важливе місце в імплементації Директиви 2010/75/ЄС посідає реформування дозвільної системи в сфері запобігання та контролю промислового забруднення, що передбачає, в тому числі і спрощення дозвільної процедури (Глава І).
Підприємства, в межах яких здійснюються один або декілька видів діяльності, зазначених в Додатку І Директиви, і виробничі потужності та обсяги виробництва яких перевищують граничні значення, наведені у Додатку І, можуть вести виробничу діяльність лише за умови отримання інтегрованого дозволу (Стаття 11, Глава І).
Без шкоди зобов’язанням щодо наявності інтегрованого дозволу, держави можуть включити вимоги для певних категорій установок до загальних обов’язкових правил або запровадити власну дозвільну процедуру. Зокрема, йдеться про підприємства, в межах яких здійснюються один або декілька видів діяльності, що зазначені в Додатку І Директиви, але виробничі потужності яких не перевищують граничні значення, що містяться у Додатку І, а також промислові об’єкти, діяльність яких не передбачає значного впливу на довкілля.

## Імплементація

### Україна
Наразі відбувається процес імплементації Директиви про промислове забруднення та розроблення національного законодавства у сфері запобігання та контролю промислового забруднення.
Серед інших завдань передбачені: законодавчі (зокрема, розроблення та схвалення Висновків НДТМ та Норм загальної дії), технічні (визначення типів обладнання, що потребують інтегрованого дозволу, створення реєстру забруднюючих речовин тощо), організаційні та інформаційні (зокрема, забезпечення доступу громадськості та її участі у процесі прийняття рішень) зміни.
В результаті впровадження положень Директиви очікується зменшення рівня викидів забруднюючих речовин у атмосферне повітря від стаціонарних джерел до 2030 року на 22,5% від обсягу викидів у 2015 році. Не менш важливим результатом імплементації Директиви стане забезпечення доступу громадськості до інформації та участі в процесі ухвалення рішень.
Впровадження Директиви про промислове забруднення не тільки дозволить Україні запровадити механізм інтегрованого запобігання та контролю промислового забруднення, а й значно спростить дозвільну процедуру для багатьох промислових об’єктів.